# Orland (Indiana)
Orland – miasto w Stanach Zjednoczonych, w stanie Indiana, w hrabstwie Steuben.